# 錫賽德海茨 (新澤西州)
錫賽德海茨（英語：Seaside Beach）是位於美國新澤西州海洋縣的自治市鎮。

## 人口
根據2020年美國人口普查的數據，錫賽德海茨的面積為1.92平方千米，當中陸地面積為1.60平方千米，而水域面積為0.32平方千米。當地共有人口2440人，而人口密度為每平方千米1,271人。